# Рекрут.UA
Рекрут.UA — телепроєкт Військового телебачення України в якому військовий журналіст, учасник російсько-української війни Олексій Чубашев розповідав про підрозділи різних родів та видів військ Збройних Сил України, на власному прикладі показував процес рекрутингу новобранців у лави Збройних Сил України. Телепроєкт транслювався на українських телеканалах 24 Канал та 5 Канал. Другий, третій та четвертий сезони телепроєкту були створені Військовим телебаченням України спільно з 24 Каналом.

## Сезони
Загалом було випущено 4 сезони телепроєкту:
- Рекрут.UA - SOF — сезон про відбір кандидатів до лав Сил спеціальних операцій Збройних сил України.
- Рекрут.UA - ДШВ — сезон про відбір кандидатів на службу в лавах Десантно-штурмових військ Збройних сил України.
- Рекрут.UA - Морська піхота - сезон про участь підрозділів Морської піхоти Збройних сил України у міжнародних військових навчаннях у Грузії.
- Рекрут.UA - Снайпер - сезон про відбір кандидатів на службу в лави Збройних сил України за фахом снайпер.[1][2][3][4]

## Автор та ведучий
Олексій Чубашев —український військовий журналіст, військовослужбовець, майор (посмертно) Головного управління розвідки Міністерства оборони України, учасник російсько-української війни.